# Красная Пресня (парк)
Красная Пре́сня — парк культуры и отдыха в Центральном округе Москвы, в районе Пресненский.
Парк является объектом культурного наследия (памятник истории и культуры) регионального значения, территория на которой он расположен, площадью 16,5 гектара, относится к ведению Департамента культуры города Москвы.

## История
Парк культуры и отдыха «Красная Пресня», который сохранился от старинной усадьбы «Студенец», является памятником садово-паркового искусства XVIII—XIX веков федерального значения. Название усадьбы произошло от ручья Студенец, протекающего вдоль Красногвардейского бульвара и от одноимённого колодца Студенец, славившегося по всей Москве прекрасной водой.
В XVIII веке загородный двор «Трёхгорное» принадлежал князьям Гагариным. М. А. Гагарин сделал сад «в голландском стиле» с искусственными прудами, получившими известность как Гагаринские пруды. После смерти бездетного князя усадьба отошла к его сестре Анне и её супругу, тайному советнику графу Д. М. Матюшкину. Впоследствии «Студенец» принадлежал их дочери Софье, бывшей замужем за графом Юрием Михайловичем Виельгорским.
В 1816 году их сын граф Матвей Юрьевич продал её купцу Н. И. Прокофьеву, после которого усадьба перешла к графу Федору Толстому и, как приданое, досталась дочери графа Аграфене, ставшей в 1818 году женой героя Отечественной войны генерала А. А. Закревского. Будучи московским генерал-губернатором, Закревский в 20—30-х годах XIX века построил здесь красивый дом и поставил памятники героям Отечественной войны 1812 года, сооружённые по проекту архитектора В. П. Стасова.

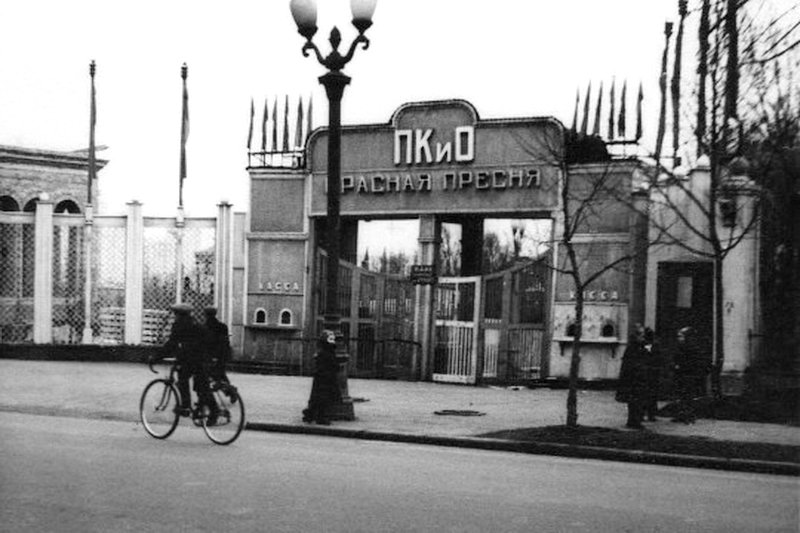
Вход в ПКиО «Красная Пресня», 1930-е гг.

В 1932 году на месте усадьбы и Сада Студенецкой школы садоводства был создан парк. Часть прудов при создании парка была засыпана, но появились новые мосты в стиле ампир. Ранее здесь также располагались скульптуры полководцев, ныне утраченные. По фотографии 1930-х годов, обнаруженной в архивах, в 1998 году архитекторами-реставраторами А. С. Королёвой и Н. Ф. Журиной, были воссозданы въездные ворота парка.

## Современность
До наших дней в парке сохранилось немного следов прошлого: живописные голландские пруды — единственные такие в Москве, а также восьмиугольный фонтан-водокачка Октагон. В каждом углу фонтана ранее располагались огромные бронзовые львиные маски, из пасти которых вытекала природная ключевая вода. Но в 1974 году маски исчезли, а фонтан с тех пор не работает. В конце 1980-х в связи со строительством 2-й очереди ЦМТ здание фонтана-павильона было перемещено на новое место на несколько десятков метров на запад. Из достопримечательностей прошлого ещё сохранились старинная липовая аллея и остатки поставленной на кубический постамент, украшенной мечами в ножнах и венками с четырёх сторон Тосканской колонны. В период с 2012 по 2013 годы в парке было проведено комплексное благоустройство.
Директор ГАУК города Москвы ПКиО «Красная Пресня» Бровий Владимир Григорьевич.

## Инфраструктура
Инфраструктура парка включает в себя:
- две детские площадки
- футбольное поле с искусственным газоном
- скейт-плазу
- тренажерную и воркаут-площадки
- площадки для игры в настольный теннис и кикер
- стритбольную площадку
- центр проката велосипедов и электрокаров

|  |

## Зона отдыха «Красногвардейские пруды»
Зона отдыха вокруг Красногвардейских прудов считается историческим продолжением парка «Красная Пресня». В настоящий момент зоны отдыха административно объединены. Вместе с «Красногвардейскими прудами» площадь парка составляет более 24 га.
Стилистическому объединению двух территорий поспособствовало благоустройство Красногвардейских прудов, завершенное в 2017 году. Автором проекта обновления территории выступило бюро Wowhaus.
Благоустройство выполнено в единой цветовой гамме — в оттенках красного, антрацитового и естественной древесины. Территория прудов разделена на пять тематических фрагментов.
Первый фрагмент — «семейный спортивно-познавательный парк». Здесь расположены воркаут и уличные тренажеры, настольный теннис и площадка для йоги, а также детская площадка с домиками на деревьях. У входа в парк построены павильоны, объединенные алой перголой.
Второй фрагмент — созерцательный «дикий» пруд. На берегу водоема обустроен деревянный настил с местами для сидения.
Третий фрагмент — регулярный парк. Территория спроектирована в традициях классических парков культуры и отдыха. Здесь проложена центральная аллея, стоят павильоны для шахмат и других настольных игр. В этой зоне сохранен памятник «Октябрьские дни», который дорог жителям района.
Четвертый фрагмент — «романтический пруд». Обустроен вокруг среднего пруда. Водоем оформлен деревянными настилами, здесь же построены беседки над водой.
Пятый фрагмент — спортивно-развлекательная зона. Здесь сосредоточены прокат, сцена и амфитеатр, солярий.